# Erg (empresa)
Erg S.p.A. é uma companhia petrolífera sediada em Gênova, Itália.

## História
A companhia foi estabelecida em 1938 em Gênova.
Em 2010, ele fundou, juntamente com a Total, a joint venture TotalErg.
Em 2018, o TotalErg é vendido à Gruppo API.